# Omegaverse
Omegaverse, auch bekannt als A/B/O (eine Abkürzung für „alpha/beta/omega“), ist ein Subgenre der spekulativen erotischen Fiktion und ursprünglich ein Subgenre der erotischen Slash-Fan-Fiction. Die Geschichten des Genres gehen von Gesellschaften aus, in denen Menschen in eine Dominanzhierarchie aus dominanten „Alphas“, neutralen „Betas“ und unterwürfigen „Omegas“ eingeteilt sind. Die Zugehörigkeit zu diesen Gruppen bestimmt, wie sie in romantischen und sexuellen Kontexten miteinander interagieren.

## Merkmale des Genres
In der Omegaverse-Fiktion werden traditionelle Geschlechter wie männlich oder weiblich mit einem zweiten Geschlecht oder einer zweiten Dynamik kombiniert, die sich in der Pubertät manifestiert. In der Regel wird eine der folgenden Möglichkeiten gewählt:
- Alpha (α): gesellschaftlich (und in manchen Interpretationen biologisch) dominant, kräftig gebaut, jähzornig und ein natürlicher Anführer
- Beta (β): Je nach Geschichte sind sie normale Menschen oder haben eine Mischung aus Alpha- und Omega-Eigenschaften oder ihre eigenen, einzigartigen Eigenschaften
- Omega (Ω): unterwürfig und sanft, ruhig und friedensstiftend

In einem Omegaverse liegt es im Ermessen des Verfassers der Geschichte, einige Aspekte einzubeziehen oder auszuschließen. Manchmal fehlen Betas, oder es werden andere Zwischengeschlechter wie Deltas und Gammas hinzugefügt.
|                     | Männlich    | Männlich            | Weiblich    | Weiblich |
| Männlich Genitalien | Gebärmutter | Männlich Genitalien | Gebärmutter |          |
| ------------------- | ----------- | ------------------- | ----------- | -------- |
| Alpha               | Ja          | Nein                | Ja / Nein   | Ja       |
| Beta                | Ja          | Nein                | Nein        | Ja       |
| Omega               | Ja          | Ja                  | Nein        | Ja       |

In der Omegaverse-Fiktion geht es in der Regel um wölfisches oder anderes canidenähnliches Verhalten beim Menschen, vor allem in Bezug auf Geschlechtsverkehr und Sexualität, die als instinktiv und als Reaktion auf animalische physiologische Reize beschrieben wird. Dazu gehören Brunstzyklen, pheromonale Anziehung zwischen Alphas und Omegas, Penisse mit Knoten („knotting“), Duftmarkierung, Prägung, Zucht, Rudelstrukturen und potenziell dauerhafte psychische Bindungen mit einem Partner.
Zwischen Alphas und Betas können nur Frauen eine Schwangerschaft austragen, aber bei männlichen Omegas wird oft angenommen, dass sie über eine mit dem Rektum verbundene Gebärmutter schwanger werden können. Um die Penetration und die Befruchtung zu erleichtern, haben männliche Omegas oft einen selbstschmierenden Anus.
Das Genre enthält häufig weitere Fantasyelemente, wie z. B. Werwölfe oder andere fantastische Kreaturen. In einigen Werken wird ein starres Kastensystem eingeführt, in dem die Alphas als Elite der Oberschicht dargestellt werden, während die Omegas auf der untersten Stufe stehen und aufgrund ihrer Physiologie diskriminiert und unterdrückt werden, was ein Beispiel für biologischen Determinismus darstellt. In düsteren Geschichten führt dies zu nicht einvernehmlichem oder zweifelhaft einvernehmlichem Geschlechtsverkehr, erzwungenen Schwangerschaften, Entführung von Omegas und sexueller Sklaverei.
In den Werken des Omegaverse geht es meist um männliche Paare, die aus einem Alpha und einem Omega bestehen, obwohl auch heterosexuelle Omegaverse-Werke entstanden sind und 2013 wurden etwa 10 % als männlich/weiblich gekennzeichnet. Einige unterlaufen die Tropen des Genres und erzählen Geschichten über unerlaubte Beziehungen zwischen Alphas und Omegas, die ihren Geruch mit chemischen Pheromonen verbergen, um nicht Opfer biologischer Vorurteile zu werden.
Während die Begriffe „A/B/O“ und „Omegaverse“ austauschbar verwendet werden können, bezieht sich der erste Begriff oft nur auf die sexuelle Dynamik, während der zweite bevorzugt wird, wenn die Geschichte in einer neugeschaffenen Welt spielt. Einige vermeiden den Begriff „A/B/O“, da die Schreibweise an eine rassistische Beleidigung der australischen Ureinwohner erinnert.

## Geschichte
Genre-Tropen, die mit dem Omegaverse in Verbindung gebracht werden, tauchten in den späten 1960er Jahren in Fan-Fiction auf, die auf der amerikanischen Fernsehserie Star Trek basiert. In der Folge Weltraumfieber (Amok Time) von 1967 wird das Konzept des Pon Farr eingeführt, des vulkanischen Paarungszyklus, bei dem sich vulkanische Männer paaren oder sterben müssen. Pon farr wurde zu einem beliebten Handlungskonzept für Fanartikel im Star-Trek-Fandom, insbesondere für Fan-Fiction, die sich auf das Paar Kirk/Spock konzentriert. Das Konzept der Paarungs- und Brunstzyklen bei Menschen wurde später von anderen Fandoms übernommen und wurde zu einem festen Bestandteil des Omegaverse-Subgenres. Auch Ursula K. Le Guin schrieb 1969 in ihrem Roman Die linke Hand der Finsternis über eine außerirdische androgyne Welt mit hermaphroditischen Charakteren und Paarungszyklen namens kemmer.
Der Ursprung des heutigen Omegaverse-Subgenres wird in der Regel auf die Fangemeinde der amerikanischen Fernsehserie Supernatural zurückgeführt, als ein Ableger des erotischen Subgenres um männliche Schwangerschaften. Die ersten als A/B/O anerkannten Werke wurden Mitte 2010 veröffentlicht. Dies inspirierte den Nutzer tehdirtiestsock zum Schreiben von I ain't no lady, but you'd be the tramp, einer Fan-Fiction über die Schauspieler Jared Padalecki und Jensen Ackles als Alpha und Omega, das am 24. Juli veröffentlicht wurde. Obwohl der Begriff Omega nicht verwendet wurde, schuf die Geschichte viele der Merkmale, die später mit dem Omegaverse-Genre in Verbindung gebracht wurden. Im Laufe der nächsten Monate tauschten andere anonyme Autoren ähnliche Geschichten aus, bis am 9. November in einer neuen Aufforderung zum Schreiben zum ersten Mal Alpha-, Beta- und Omega-Männer erwähnt wurden, was die Entstehung von drei weiteren Werken auslöste. Im Juni 2011 war der Begriff Omegaverse und seine Dynamik alltäglich geworden; im darauffolgenden Monat wurde das erste Femslash-Omegaverse-Werk veröffentlicht und die erste Verwendung der Tropen außerhalb des Supernatural-Fandoms verzeichnet.
Die Popularität des Genres weitete sich in der Folge auf andere Fangemeinden aus: zunächst auf diejenigen, die sich auf Sherlock und X-Men: First Class konzentrierten, dann erreichte es schnell andere Fangemeinden wie die der Fernsehserien Hannibal, Teen Wolf, Glee, Doctor Who und des Films The Avengers. Im Jahr 2014 gewann es in Japan stark an Zugkraft.

## Rezeption
Omegaverse ist in Fandom-Kreisen sowohl äußerst beliebt als auch umstritten. Einige verurteilen es als abstoßend und krank, da es patriarchalische Werte und eine Vergewaltigungskultur stärke, die ihre Wurzeln in der Bestialitätsfiktion und im Machtgefälle zwischen den Geschlechtern haben. Andere wiederum schätzen die Dekonstruktion von Körpern und Geschlechterrollen, die einen subversiven sozialen Kommentar zu queerer Identität und Unterdrückung liefert.
Die akademischen Meinungen sind gleichmäßig geteilt zwischen denen, die glauben, dass Omegaverse eine neue Art von Gender-Essentialismus in Kombination mit homophoben und heteronormativen Elementen zeigt, und denen, die den Raum für eine Transgender-Lesart sehen. Laut der Forscherin Milena Popova „ermöglichen die Merkmale des A/B/O-Genres die Erkundung von Themen wie Macht, Begehren, Vergnügen, Intimität, Romantik, Kontrolle und Zustimmung auf vielfältige Weise“. Es wird von Autoren und Lesern „als Instrument zur Artikulation und zum Nachdenken über Fragen von Einvernehmlichkeit in ungleichen Beziehungen“ verwendet. In ähnlicher Weise argumentiert Laura Campillo Arnaiz, dass dunkle Omegaverse-Arbeiten dazu dienen, die Gefühle der Hilflosigkeit und Demütigung, die sie charakterisieren, zu kontrollieren und eine kathartische Erfahrung zu schaffen. Angie Fazekas schrieb: „Im Omegaverse verwenden die Fans traditionelle Tropen von Geschlecht und Sexualität, um sich ein Universum vorzustellen, in dem queere Sexualität die Norm ist und normative Geschlechterrollen oft verzerrt und umgestoßen werden, die aber nicht wirklich fortschrittlich sind, da sich ihre Werke, wie die meisten anderen Fan-Fictions auch, vorwiegend auf Beziehungen zwischen weißen Männern konzentrieren“.

## Auswirkungen
Bis Juli 2018 wurden auf der Fan-Fiction-Website Archive of Our Own über 39.000 Omegaverse-Fanartikel veröffentlicht, und über 70.000 ab 2020. Neben diesen abgeleiteten Werken hat sich das Omegaverse zu einem eigenen Genre kommerzieller erotischer Literatur entwickelt: Der Roman With Caution von J.L. Langley aus dem Jahr 2007 gilt als der erste kommerziell veröffentlichte Roman mit Omegaverse-Tropes. Von Januar bis Juni 2020 wurden rund 200 Omegaverse-Romane auf Amazon veröffentlicht. Omegaverse hat sich auch als Subgenre des kommerziellen und nicht-kommerziellen Boys Love entwickelt, einem japanischen Genre um gleichgeschlechtliche männliche Beziehungen.
Ab 2017 gewann das Subgenre „Dom/Sub Universe“ an Popularität, insbesondere in Boys-Love-Werken in Japan. Es verwendet BDSM-Elemente, stellt Dominante und Submissive als sekundäre Geschlechter dar und lässt sich bei der Darstellung von Kastensystemen vom Omegaverse inspirieren. Im koreanischen „Cakeverse“ wird ein kleiner Teil der menschlichen Bevölkerung in „Gabeln“, die keinen Geschmackssinn haben, und „Kuchen“, Menschen mit einem besonderen Geschmack, der sie für Gabeln unwiderstehlich macht, unterteilt.

## Urheberrechtsklage
2016 veröffentlichte die Autorin Addison Cain Born to be Bound, den ersten Roman einer Serie, die auf einer ihrer Fan-Fictions basiert und in der Genre-Tropen des Omegaverse vorkommen. Im April 2018 reichten Cain und ihr Verlag Blushing Books eine DMCA-Klage gegen die Autorin Zoey Ellis wegen ihres 2018 erschienenen Romans Crave to Conquer ein. Cain beschuldigte Ellis des Plagiats und der Urheberrechtsverletzung und argumentierte, dass sowohl Born to be Bound als auch Crave to Conquer sich auf ein zentrales Paar konzentrieren, das ein Omega-Weibchen und ein Alpha-Männchen ist, und die Konzepte von Omegas, die ihr sekundäres Geschlecht durch die Verwendung von Unterdrückungsmitteln verbergen, und Omegas als seltene und geschätzte Partner enthalten. Die ersten beiden Teile von Ellis’ Serie wurden mehrere Monate lang aus dem Online-Handel entfernt, und die Vorbestellungen für den dritten Teil wurden aufgrund der DMCA-Klage storniert. Ellis und ihr Verlag Quill Ink Books verklagten daraufhin Cain und Blushing Books auf Schadenersatz wegen entgangener Einnahmen und Rufschädigung, wobei die Vertretung von Quill Ink behauptete, dass Cain keinen legitimen Anspruch auf das Eigentum am Omegaverse-Genre habe. Blushing Books legte einen Vergleich vor und räumte ein, dass es keine Plagiate oder Urheberrechtsverletzungen gegeben habe, und zahlte sowohl an Quill Ink als auch an Ellis einen nicht genannten Schadensersatz. Im September 2019 reichten Ellis und Quill Ink eine separate Zivilklage gegen Cain ein, in der sie argumentierten, dass die DMCA-Urheberrechtsklage falsch und böswillig sei; die Klage wurde 2019 von einem Gericht in Virginia abgewiesen. Die New York Times berichtete über die Klagen und merkte an, dass eine Entscheidung zu Cains Gunsten einen bedeutenden rechtlichen Präzedenzfall für kommerzielle Werke, die auf von Fans erstelltem Material basieren, hätte schaffen können; die Times bezeichnete den Fall außerdem als Beispiel dafür, „wie leicht das Recht auf geistiges Eigentum von Autoren, die ihre Rivalen ausschalten wollen, als Waffe eingesetzt werden kann“.